# Дикие животные (фильм)
«Дикие животные» (кор. 야생동물 보호구역?, 野生動物 保護區域?, Республика Корея, 1996) — фильм Ким Ки Дука.

## Сюжет
В фильме раскрывается переплетение судеб двух разных и одновременно похожих людей: мелкого жулика из Северной Кореи и человека из Южной Кореи, мечтающего стать художником. Съемки фильма полностью происходили во Франции с участием известных французских актеров Дени Лавана и Ришара Боренже.

## В фильме принимают участие
- Чо Джэхён;
- Чан Донджик;
- Чан Рён;
- Саша Рукавина (Sasha Rucavina);
- Ришар Боренже;
- Дени Лаван;
- Лоран Бюро.